# Lịch Cộng hòa Pháp

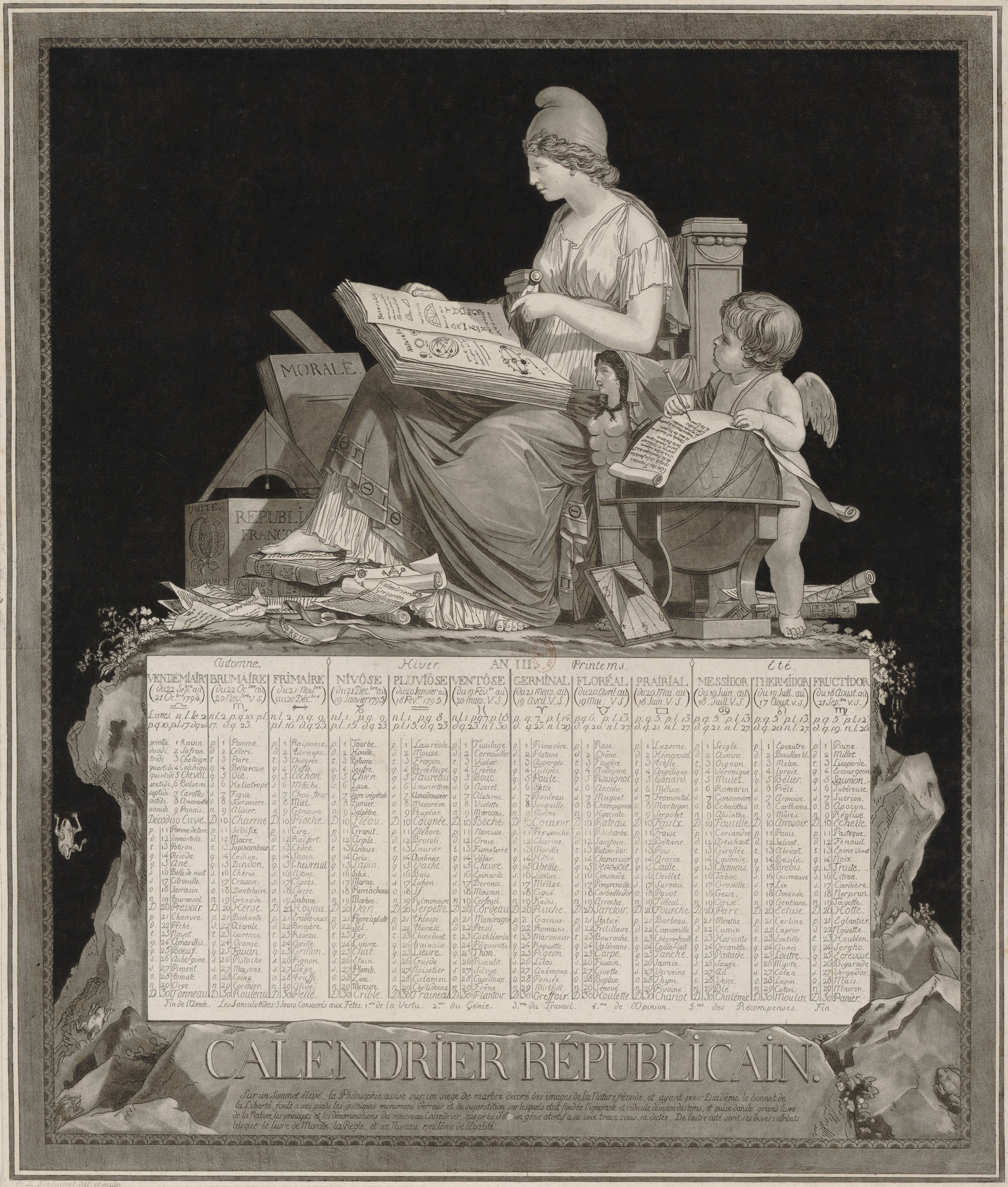
Lịch cộng hòa 1794, tranh của Louis-Philibert Debucourt.

Lịch Cộng hòa Pháp (tiếng Pháp: calendrier républicain français) hay Lịch Cách mạng Pháp (tiếng Pháp: calendrier révolutionnaire français) là một loại lịch của Pháp được thiết lập trong Cách mạng Pháp và được sử dụng từ năm 1793 đến năm 1805. Được đưa ra trong nỗ lực nhằm thiết lập một nhà nước Pháp thế tục (laïque) không chịu ảnh hưởng của Lịch Gregory vốn mang nhiều dấu ấn của Công giáo, lịch cộng hòa chỉ được sử dụng trong một thời gian ngắn trước khi bị đệ nhất tổng tài Napoléon Bonaparte xóa bỏ vào năm 1805.

## Lịch sử
Sau sự kiện phá ngục Bastille ngày 14 tháng 7 năm 1789, năm 1789 được đổi lại thành "Năm I của kỷ nguyên Tự do" ("l’an I de (l’ère de) la Liberté") tuy nhiên hệ thống ngày và tháng vẫn được giữ nguyên như hệ thống trước Cách mạng. Vào ngày 22 tháng 9 năm IV của kỷ nguyên tự do (tức năm 1792), Quốc ước (Convention nationale) bắt đầu quy định chính thức rằng "tất cả công văn của chính quyền mới sẽ được ghi ngày bắt đầu từ năm I của nền Cộng hòa" ("Tous les actes publics sont désormais datés à partir de l'an I de la République"). Ngày 20 tháng 9 năm 1793, Charles-Gilbert Romme, báo cáo viên của nhóm lập lịch, bắt đầu giới thiệu trước Quốc ước về loại lịch cộng hòa mới. Từ ngày 5 tháng 10 cùng năm, loại lịch này bắt đầu chính thức được sử dụng, ngày 5 tháng 10 năm 1793 trở thành ngày 14 tháng nho thuộc năm II của nền Cộng hòa (14 vendémiaire an II).
Tên gọi của các ngày trong tháng được dần thêm vào trong thời gian sau đó. Phải chờ đến sắc lệnh ra ngày 4 tháng giá năm II (24 tháng 11 năm 1793) thì lịch cộng hòa mới được hoàn thiện. 12 năm sau, vào ngày 22 tháng quả năm XIII (9 tháng 9 năm 1805), Napoléon Bonaparte ký sénatus-consulte (quyết định của viện nguyên lão) về việc bỏ lịch cộng hòa từ ngày 1 tháng 1 năm 1806. Trong thời gian Công xã Paris năm 1871 (năm LXXIX), loại lịch này cũng được sử dụng trong một thời gian ngắn.
Sau cách mạng Pháp, nhà nước Pháp trở thành một quốc thể thế tục (laïque - nhà nước không chịu ảnh hưởng của tôn giáo), nên lịch cộng hòa được lập ra với mục đích nhằm xóa bỏ ảnh hưởng của lịch Gregory, một biểu tượng của Công giáo.

## Cấu trúc
Lịch cộng hòa được thiết lập bởi ủy ban lịch đứng đầu là Gilbert Romme và Claude Joseph Ferry với sự cộng tác của Charles-François Dupuis, Louis-Bernard Guyton-Morveau, Joseph-Louis Lagrange, Joseph Jérôme Lefrançois de Lalande, Gaspard Monge và Alexandre Guy Pingré. Một năm của lịch cộng hòa được chia thành 12 tháng, mỗi tháng gồm 30 ngày (tổng cộng 360 ngày) cộng thêm 5 hoặc 6 ngày vào cuối năm (tùy tưng năm) để tương thích với năm chí tuyến (~365¼ ngày). Mỗi tháng của lịch cộng hòa lại được chia thành 3 phần (décade), mỗi phần 10 ngày. Một ngày được chia theo hệ thập phân từ nửa đêm hôm trước tới nửa đêm hôm sau, có nghĩa là một ngày bao gồm 10 giờ, mỗi giờ bao gồm 10 phần (partie), cứ như vậy "đến đơn vị nhỏ nhất có thể đo thời gian được". Tuy nhiên hệ thống chia ngày theo hệ thập phân chưa bao giờ được chính thức sử dụng, nó bị bãi bỏ vào năm III (năm 1795). Việc đặt tên của các tháng và ngày được giao cho nhà thơ Fabre d'Églantine cùng sự hỗ trợ của André Thouin, nhà làm vườn thuộc Vườn bách thảo Paris. Mỗi tháng trong năm của lịch cộng hòa có tên gọi thể hiện trạng thái thời tiết của tháng đó, ví dụ tháng 12 trong lịch Gregory được gọi là tháng băng tuyết (nivôse), hoặc thể hiện thời điểm quan trọng của nông nghiệp, ví dụ tháng 9 trong lịch Gregory được đổi thành tháng nho (vendémiaire). Năm nhuận (année sextile) trong lịch cộng hòa là những năm có 6 ngày thêm vào cuối năm (thay vì 5 như những năm thường), đó là các năm III, VII, XI. Ngày nhuận của năm được gọi là "Ngày Cách mạng" (jour de la Révolution) và được tổ chức như một ngày quốc lễ.

## Tên gọi cụ thể

### Tháng
- Tháng mùa Thu (Mois d'automne)
  - Tháng nho (Vendémiaire, 22 tháng 9 ~ 21 tháng 10)
  - Tháng sương (Brumaire, 22 tháng 10 ~ 20 tháng 11)
  - Tháng giá (Frimaire, 21 tháng 11 ~ 20 tháng 12)
- Tháng mùa Đông (Mois d'hiver)
  - Tháng băng tuyết (Nivôse, 21 tháng 12 ~ 19 tháng 1)
  - Tháng mưa (Pluviôse, 20 tháng 1 ~ 18 tháng 2)
  - Tháng gió (Ventôse, 19 tháng 2 ~ 20 tháng 3)
- Tháng mùa Xuân (Mois du printemps)
  - Tháng nảy mầm (Germinal, 21 tháng 3 ~ 19 tháng 4)
  - Tháng hoa (Floréal, 20 tháng 4 ~ 19 tháng 5)
  - Tháng đồng cỏ (Prairial, 20 tháng 5 ~ 18 tháng 6)
- Tháng mùa Hè (Mois d'été)
  - Tháng gặt hái (Messidor, 19 tháng 6 ~ 18 tháng 7)
  - Tháng nóng (Thermidor, 19 tháng 7 ~ 17 tháng 8)
  - Tháng quả (Fructidor, 18 tháng 8 ~ 16 tháng 9)

### Ngày
- 10 ngày trong 1 décade được gọi theo thứ tự: Primidi, Duodi, Tridi, Quartidi, Quintidi, Sextidi, Septidi, Octidi, Nonidi và Décadi.
- 6 ngày cuối năm là: jour de la vertu (17 tháng 9), jour du génie (18 tháng 9), jour du travail (19 tháng 9), jour de l'opinion (20 tháng 9), jour des récompenses (21 tháng 9) và jour de la révolution (cho năm nhuận).